# إيفان كوماروف (لاعب كرة قدم)
إيفان كوماروف (بالروسية: Комаров, Иван Сергеевич)‏ هو لاعب كرة قدم روسي في مركز الوسط، ولد في 15 أبريل 2003. لعب مع نادي روستوف.

## وصلات خارجية
- إيفان كوماروف على موقع قاعدة بيانات كرة القدم.إي يو (الإنجليزية)
- إيفان كوماروف على موقع Soccerway.com (الإنجليزية)
- إيفان كوماروف على موقع عالم كرة القدم.نت (الإنجليزية)